# میمیر رایز
میمیر رایز (انگلیسی: Mimí Ardú؛ زادهٔ ۲۸ فوریهٔ ۱۹۵۶) بازیگر اهل آرژانتین است. وی از سال ۱۹۷۶ میلادی تاکنون مشغول فعالیت بوده است.